# Reino de Polonia (1025-1385)
El Reino de Polonia fue un Estado medieval de la Europa oriental creado el 18 de abril de 1025 por la coronación de Boleslao I el Bravo como rey de Polonia en lo que antes había sido el ducado de Polonia. Boleslao se hizo coronar rey tras la muerte del emperador germánico Enrique II, pero con el fallecimiento del monarca polaco, su título y el rango del Estado polaco desaparecerían. Sería en 1295 durante el reinado de Premislao II (1257-1296) cuando Polonia ascendería legal y definitivamente al rango de reino y sus señores ostentarían el título hereditario de rey.
En 1385 Vladislao II unificó en su persona los títulos de rey de Polonia y Duque de Lituania, pero mantuvo los dos países separados.

## El primer Ducado y el primer Reino de Polonia

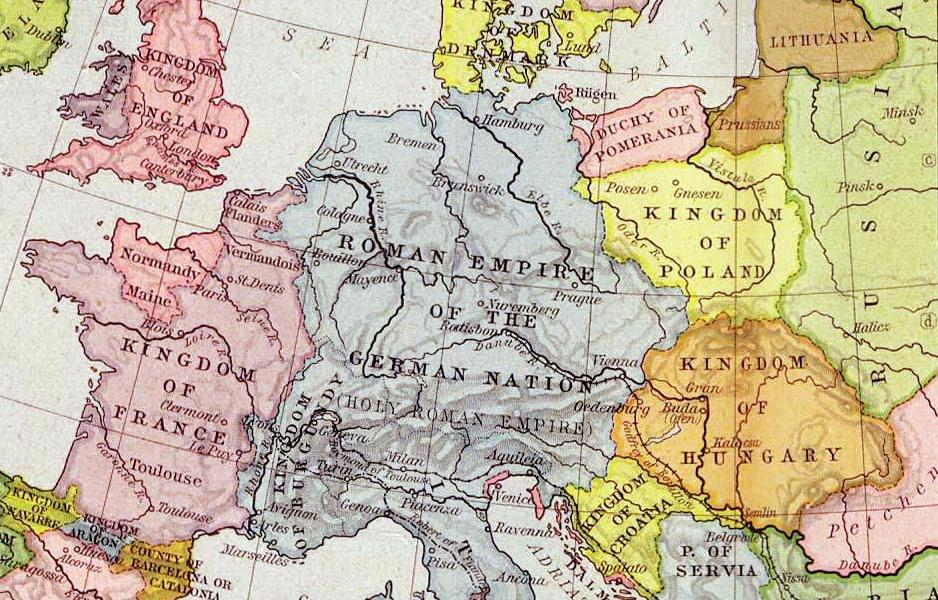
El reino de Polonia en 1097

La base para el desarrollo de un estado polaco fue establecido por la dinastía Piasta, que es preeminente desde el siglo X. Junto con prometer lealtad y recibir el título ducal de Otón I, el duque Mieszko I se convirtió al cristianismo y abrió el camino para un país, más tarde llamado Polonia, como miembro de la familia de los reinos cristianos. En el año 1000, durante el Congreso de Gniezno, el duque Boleslao I fue reconocido como cooperador del Sacro Imperio Romano Germánico y el Papado. El 1025, el duque Boleslao I de Polonia se coronó rey de Polonia, que fue aceptada por el papa. Este reino perduró, pero terminó un año después de la muerte de Boleslao I (y trató a corto plazo para Miecislao II Lampert de eludir la lealtad al imperio). Él fue seguido por muchos años por los duques-reyes, hasta que en 1295 Premislao II y luego en 1300, Wenceslao II de Bohemia se convirtieron en reyes de Polonia. 
El rey gobierna el país en su propia responsabilidad, pero se espera que respete las costumbres tradicionales de los pueblos. La sucesión a la regla no se limita legalmente por la primogenitura. Todos los hijos del rey o duque tienen los mismos derechos de herencia y lo que de alguna manera resultó el más fuerte sucedió en el trono.

## Período de fragmentación
El duque Boleslao III el Bocatorcida, que reinó entre el 1102 y el 1138, intentó poner fin a las reiteradas luchas entre varios demandantes mediante el establecimiento del gobierno de Polonia sobre una base más formal. El testamento de Boleslao III Krzywoust, dividió sus tierras en cinco ducados, que distribuyó entre sus hijos. 
Para garantizar la unidad, estableció el principio señorial, que declaró que el mayor miembro de la dinastía debe ser de alta preponderancia y tener un poder supremo sobre los demás duques. El duque superior recibió, además de la que heredó el ducado, en la parte indivisible señorial, una amplia franja de tierra que corría de norte a sur por el centro de Polonia, con Cracovia como la ciudad principal. Las prerrogativas del duque también se incluyeron el control de Pomerania, un feudo del Sacro Imperio Romano Germánico. 
Mientras que la parte Señorial siempre se redujo a este miembro de la dinastía que pasó a ser altos cargos, los otros cuatro ducados fueron heredados de la forma habitual entre los descendientes de los hijos de Boleslao. 
Sin embargo, estas disposiciones se rompieron pronto, con los duques diversos tratando de ganar el cargo de Alto Duque por sí mismos, independientemente de la antigüedad real. Las disposiciones, destinadas a garantizar la unidad del país, lo fragmentaron aún más, y dieron lugar a una disminución del poder monárquico. Polonia incluso estuvo bajo la influencia de la dinastía premislida de los reyes de Reino de Bohemia, pero esta dinastía se extinguió antes de que pudiera hacerse un lugar estable en Polonia. 
La fragmentación acabó con la adhesión de los Piast al duque Ladislao I en 1306. Se unió a los diversos principados del Reino de Polonia, y en 1320 fue coronado rey su hijo Casimiro III el Grande, quien reforzó considerablemente al estado de Polonia tanto en los asuntos nacionales como extranjeros.[cita requerida]

## Cambio dinástico y la unión con Lituania
Casimiro fue el último miembro masculino de la dinastía Piast y fue sucedido por su sobrino 
Luis I de Hungría de la dinastía Angevina. El auge de la monarquía continuó bajo Luis. Dado que Luis no tenía ningún hijo varón, su hija Eduviges I de Polonia se convirtió en la heredera de la monarquía polaca. 
Bajo los términos de la Unión de Krew, se casó con Jogaila, Gran Duque de Lituania, que se convirtió al cristianismo. Este matrimonio creó no sólo una unión dinástica entre Polonia y Lituania, sino que también vinculó a los dos países durante los siguientes cuatro siglos.